# André Loez
André Loez, né en 1977, est un historien français, spécialiste de l'histoire de la Première Guerre mondiale et du XIXe siècle. 
Il a participé à la rédaction de manuels scolaires et anime un podcast intitulé « Paroles d'histoire ». 

## Biographie
André Loez est diplômé de Sciences Po Paris (1998). 
Il a ensuite passé l'agrégation d'histoire (2000) et enseigne en lycée jusqu'en 2011. Il enseigne actuellement en classes préparatoires littéraires aux lycées Molière et Honoré-de-Balzac de Paris.
Il a soutenu en 2009 une thèse d'histoire à l'université Montpellier 3 intitulée « "Si cette putain de guerre pouvait finir" : histoire et sociologie des mutins de 1917 » sous la direction de Frédéric Rousseau. Cette thèse a donné lieu à la publication en 2010 de 14-18. Les refus de la guerre chez Gallimard. Il avait déjà publié, deux ans plus tôt, 14-18. Vivre et mourir dans les tranchées chez Tallandier avec Rémy Cazals.
Il est également collaborateur au Monde des Livres.  

## Travaux

### Les mutineries de la Première Guerre mondiale

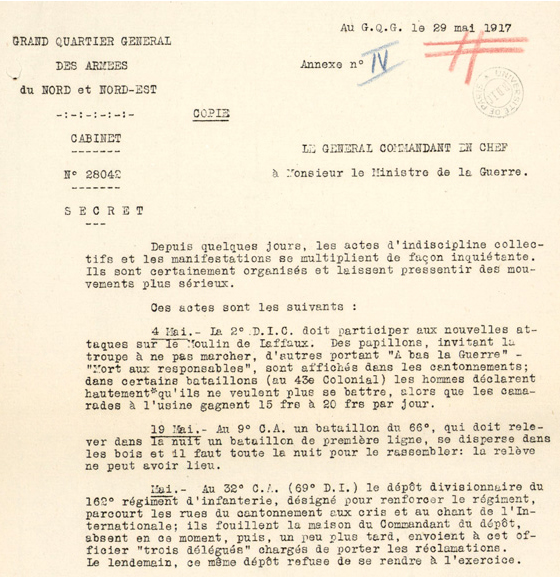
Lettre de Pétain au ministre de la Guerre 29 mai 1917 au sujet des mutineries.

#### Contexte de 1917
Dans sa thèse, André Loez a étudié les mutineries de la Première Guerre mondiale du côté français, et en particulier, celles de 1917, de loin les plus importantes. Il revient sur la crainte du gouvernement de voir une partie de l'armée française marcher sur Paris. Le ministre de la Guerre, Paul Painlevé, en étant alors particulièrement préoccupé. André Loez explique que si cette menace a été prise au sérieux (alors que le risque était faible), c'est que l'État-Major avait conscience de diriger « une gigantesque armée de mécontents ».

#### Compter et comprendre les mutins
L'historien Guy Pedroncini avait étudié de manière pionnière les vagues de mutinerie de 1917. Il proposait alors le chiffre de 35 000 pour quantifier le nombre de mutins. Un nombre que Loez considère sous-estimé, mais surtout, il pense qu'il faut élargir l'étude, non pas aux seules mutineries repérées par la justice militaire, mais à un spectre plus large de comportements contestataires selon l'angle du concept de « répertoire d'action collective » proposé par Charles Tilly. Par ailleurs, il estime que l'argument de l'échec de l'offensive du Chemin des Dames n'est pas suffisant pour expliquer les mutineries, puisque seulement 22 unités sur 85 concernées par les mutineries ont été engagées dans ce combat.

#### Approche socio-historique
Nicolas Offenstadt inscrit les travaux d'André Loez dans le courant de la socio-histoire. Il explique qu'André Loez « revisite les grandes mutineries de l’armée française de 1917 par une histoire soucieuse d’expliquer sociologiquement comportements et prises d’engagement des mutins ».

### Contributions à l'histoire militaire

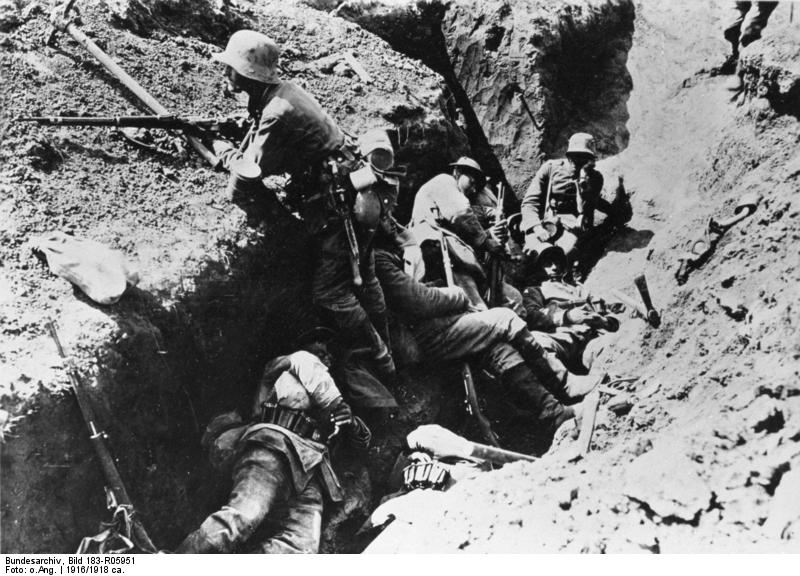
Soldats allemands dans les tranchées dans le secteur d'Arras en 1916.

Dans l'ouvrage collectif Mondes en guerre, André Loez propose une étude des conflits militaires entre 1870 et 1945 sous l'angle de l'histoire globale. L'objectif est d'insister sur les conséquences des guerres sur les structures sociales : commerce, crédit, vie urbaine et vie rurale, etc. 
La date de 1945 n'est pas à comprendre comme une césure nette, André Loez expliquant que les effets de la Seconde Guerre mondiale se poursuivent jusqu'aux années 1950 du fait de problèmes d'approvisionnement et la persistence de tensions sociales liées au conflit. Si cette période de la fin de la Seconde Guerre mondiale a été choisie pour clore l'étude c'est que les auteurs considèrent qu'un changement s'opère dans l'histoire militaire à ce moment-là : la « multiplication des guerres sans victoire, sans paix et sans fin ».
Selon l'auteur, la spécificité militaire de la période 1870-1945 est tout d'abord celle de la dimension industrielle. Ce qui a pour effet de démultiplier les « capacités de puissance de feu » mais également d'accroître la mobilisation de la société dans le conflit (la population étant davantage sollicitée pour assurer cette production industrielle).
D'autres spécificités des conflits à l'époque contemporaine sont à souligner : généralisation de la conscription à des millions d'individus ou encore la production de photographies des combats (depuis la guerre de Crimée de 1853-1856). Pour le travail de l'historien, ces guerres ont laissé des sources inédites : films et photos d'un côté, témoignages écrits de soldats alphabétisés d'un autre. Grâce à cela, le livre Mondes en guerre « tend à mettre l'accent sur les identités des soldats ».

## Ouvrages
- 14-18. Vivre et mourir dans les tranchées (Avec Rémy Cazals), Paris, Tallandier, coll. « Texto », 2021 (1re éd. 2008), 304 p. (ISBN 9791021048966)
- 14-18. Les refus de la guerre : Une histoire des mutins, Gallimard, coll. « Folio histoire » (no 174), 28 janvier 2010, 704 p. (ISBN 9782070355235)
- La Grande Guerre : carnet du centenaire (Avec Nicolas Offenstadt), Paris, Albin Michel [Mission du centenaire de la Première Guerre mondiale], 2013, 255 p. (ISBN 978-2-226-25149-7)
- Les 100 mots de la Grande Guerre, Paris, Puf, coll. « Que sais-je ? » (no 3961), 6 décembre 2013, 128 p. (ISBN 978-2-13-062844-6)
- La Grande Guerre, Paris, La Découverte, coll. « Repères » (no 567), 22 mai 2014, 128 p. (ISBN 9782707182074)
- Mondes en guerre (En direction), t. III : Guerres mondiales et impériales (1870-1945), Paris, Coédition Passés Composés/Ministère des Armées, 7 octobre 2020, 760 p. (ISBN 978-2-37933-248-7)